# Lucian Dobre
Lucian Mihail Dobre (n. 28 septembrie 1978, Reșița) este un fost fotbalist român care a jucat pe postul de fundaș.